# Östergötlands runinskrifter 41
Ög 41 är en nu försvunnen vikingatida runsten i Älvestads kyrka, Älvestads socken och Motala kommun. 
Enligt uppgift skall en runsten ha legat i golvet vid det senare rivna vapenhuset. Runstenen skall ha varit 135 cm lång och 59–66 cm bred och grävts ner i marken utanför kyrkan vid rivningen.

## Inskriften
Translitterering av runraden:
[kitar : auk : beiʀ : bro... ... ... ...uþ : hialbi : sialu : hans]
Normalisering till runsvenska:
Gautarr(?) ok þæiʀ(?) brø[ðr](?) ... ... [G]uð hialpi sialu hans.
Översättning till nusvenska:
Götar och hans bröder — — Gud hjälpe hans själ!